# ریچارد فاینمن
ریچارد فیلیپس فاینمن (به انگلیسی: Richard Phillips Feynman) (زادهٔ ۱۱ مهٔ ۱۹۱۸، نیویورک؛ درگذشتهٔ ۱۵ فوریهٔ ۱۹۸۸، لس‌آنجلس) از اثرگذارترین فیزیک‌دان‌های آمریکایی سدهٔ بیستم میلادی بود. او در توسعه نظریهٔ الکترودینامیک کوانتومی سهم به‌سزایی داشت و از دانشمندان پروژهٔ منهتن بود، پروژه‌ای که به ساخت نخستین بمب اتمی انجامید.
او همچنین از اعضای کمیسیون راجرز بود که از سوی رئیس‌جمهور ایالات متحده، بررسی انفجار فضاپیمای چلنجر را بر عهده داشت. ۱۹۶۵، فاینمن به‌پاس پژوهش‌هایش در الکترودینامیک کوانتومی، به‌همراه جولیان شووینگر و سین‌ایترو تومونوجا، نوبل فیزیک گرفت.
فاینمن استادی اثرگذار و نوازندهٔ آماتور بانگو بود. او خاص و آزاداندیش به‌شمار می‌رفت. فاینمن یک مُبلغ پرشور علم هم بود. ۱۹۵۹، در سخنرانی مشهور و نوآورانه‌اش در انجمن فیزیک آمریکا با عنوان «آن پایین فضای بسیاری هست»، ایده‌هایی را برشمرد که امروزه به‌نام فناوری نانو هم شناخته می‌شوند؛ و چشم‌انداز شگفت‌انگیز این ایده‌ها را به‌دست داد.
فاینمن، یکی از مشهورترین دانشمندان جهان بوده‌است. ۱۹۹۹، در یک نظرسنجی از سوی نشریه بریتانیایی فیزیکس ورلد (Physics World)، از ۱۳۰ فیزیک‌دان نام‌دار، فاینمن، یکی از ده فیزیک‌دان برتر همه اعصار برشمرده شد.
او همچنین برای ماجراجویی‌های فراوانش مشهور بوده و در کتاب‌های «حتماً شوخی می‌کنید آقای فاینمن!» و «چه اهمیتی می‌دهید دیگران چه فکری می‌کنند؟» به‌تفصیل دربارهٔ آن‌ها صحبت کرده‌است.
فاینمن در دوره‌ای، باهوش‌ترین فرد جهان از سوی چند رسانه جهانی، از جمله نیویورک تایمز، معرفی شد. مادرش دربارهٔ آن می‌گفت:
| « | 《 (با خنده) ببینید چه بر سر ما آمده که او باهوش‌ترین فرد جهان شده‌است!》 | » |

## زندگی

### کودکی
ریچارد فاینمن، ۱۱ مه ۱۹۱۸ در کویینز نیویورک زاده‌شد. او تبار یهودی داشت. مادرش، لوسی، خانه‌دار و پدرش، ملویل آرتور فاینمن، بازرگانی بود که یونیفرم نظامی می‌فروخت. اصل و نسب پدر و مادر او از روسیه و لهستان بود و هر دو از یهودیان اشکنازی بودند.
بااین‌که پدر و مادرش یهودی‌تبار بودند، پدر، برخلاف مادر، خداناباور بود. به باور فاینمن، پدرش اثر زیادی روی او داشت و آن‌ها از صحبت دربارهٔ پدیده‌ها لذت می‌بردند. مادرش شوخ‌طبع بود، که ریچارد آن را از او به ارث برد؛ میراثی که تا پایان عمر با خود داشت.
همانند آلبرت اینشتین و ادوارد تلر، ریچارد حرف‌زدن را دیر آموخت. او تا سه‌سالگی هنوز هیچ بر زبان نیاورده بود. در بزرگ‌سالی، او لهجهٔ غلیط نیویورکی داشت و لهجه‌اش، به‌قدری متمایز بود که گاهی آن را تظاهر و اغراق می‌پنداشتند. دوستان نزدیک فاینمن، ولفگانگ پاولی و هانس بیته نظرشان این بود که فاینمن مانند یک «خیابان‌گرد» صحبت می‌کند.
فاینمن از کودکی به مهندسی علاقه‌مند بود. او آزمایشگاه خانگی کوچکی برای خود داشت و وسایل برقی را تعمیر می‌کرد. خواهر وی، جوآن فاینمن نیز بعدها متخصص اخترفیزیک شد.

### تحصیلات
فاینمن در دبیرستان فار راک‌اوی تحصیل کرد. دو برنده دیگر جایزه نوبل، برتون ریکتر و باروخ ساموئل بلومبرگ هم از دانش‌آموختگان همین دبیرستان بوده‌اند.
در دبیرستان، ضریب هوشیاش بر اساس یک آزمون نامشخص ۱۲۳ تخمین زده‌شد.
فاینمن در ۱۵ سالگی، مثلثات، هندسه تحلیلی، دیفرانسیل و انتگرال و حد مجموع را از بر بود.
او برای پذیرش در دانشگاه کلمبیا ثبت نام کرد، اما به‌سبب سهمیه محدودی که دانشگاه برای یهودیان داشت، پذیرفته‌نشد. به‌جای دانشگاه کلمبیا، به ام‌آی‌تی رفت و آن‌جا به انجمن برادری فی بتا دلتا پیوست. در دوران کارشناسی، دو مقاله در مجلهٔ Physical Review منتشر کرد. 
یکی از آنها با عنوان «پراکندگی پرتوهای کیهانی از سوی ستارگان یک کهکشان» را با همکاری مانوئل والاراتا نوشته‌بود.
| « | والاراتا در مقالاتش، نام نویسندگان را به‌ترتیب استاد-شاگرد قرار می‌داد که نام دانشمند ارشد باید اول بیاید. فاینمن چند سال بعد از او انتقام گرفت؛ وقتی که هایزنبرگ کتابش دربارهٔ پرتوهای کیهانی را با این جمله تمام کرد: «انتظار نمی‌رود که این اثر مشاهده شود (بر مبنای کار والاراتا و فاینمن)» وقتی که فاینمن دوباره والاراتا را دید با سرخوشی از او پرسید که آیا به کتاب هایزنبرگ نگاهی انداخته‌است. والاراتا دلیل ریش‌خند فاینمن را می‌دانست: «بله، ظاهراً تو حرف آخر را در مورد پرتوهای کیهانی می‌زنی!» | » |

مقالهٔ دیگر فاینمن، پایان‌نامه کارشناسی‌اش با عنوان «نیروها در مولکول‌ها» بود. این مقاله برپایه ایده‌ای از جان سی اسلتر بود. اسلتر چنان از تز فاینمن راضی بود که آن را در ژورنالی منتشر کرد. امروزه موضوع رسالهٔ فاینمن با نام قضیهٔ هل‌مان-فاینمن شناخته می‌شود.
۱۹۳۹، فاینمن از ام‌آی‌تی مدرک کارشناسی گرفت و همان سال برنده بورسیه پاتنام شد.
او در آزمون ورودی تحصیلات تکمیلی دانشگاه پرینستون از فیزیک نمرهٔ کامل گرفت که بی‌سابقه بود و نمره‌اش در ریاضی هم بسیار زیاد بود؛ گرچه نمره‌اش در تاریخ و انگلیسی تعریفی نداشت. اما رئیس دپارتمان فیزیک پرینستون (هنری د ولف اسمیت) نگرانی دیگری داشت. او در نامه‌ای به فیلیپ ام مورس، چنین نوشته‌بود: «آیا فاینمن یهودی است؟ ما هیج قانونی علیه یهودیان نداریم اما تمایل داریم که جمعیت نسبی آن‌ها را در دپارتمان‌مان، معقول، پایین نگه داریم.» مورس تأیید کرد که فاینمن یهودی است، اما به اسمیت اطمینان داد که «به‌هرحال، قیافه و رفتار فاینمن هیچ اثری از آن ندارد.»

### پروژه منهتن

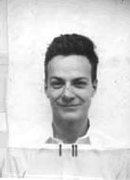
تصویر کارت شناسایی فاینمن در پروژه منهتن

۱۹۴۱، که آتش جنگ جهانی دوم در اروپا شعله‌ور بود، فاینمن در ایالات متحدهٔ به‌دور از جنگ، تابستانی را در مرکز تسلیحاتی فرانکفورد در پنسیلوانیا به کار روی مسائل پرتاب موشک‌های بالیستیک گذراند. پس از حمله به پرل‌هاربر، که ایالات متحده وارد جنگ شد، رابرت آر ویلسون، فاینمن را استخدام کرد. ویلسون در پروژه‌ای که بعدها پروژه منهتن شد، روی روش‌های تولید اورانیوم غنی‌شده برای بمب اتمی کار می‌کرد. تیم ویلسون در دانشگاه پرینستون روی ایزوترون کار می‌کردند؛ دستگاهی که با نیروی الکترومغناطیسی، اورانیوم-۲۳۵ را از اورانیوم-۲۳۸ جدا می‌کرد. درهمان‌حال، تیم ارنست ارلاندو لارنس که روی توسعهٔ کالوترون کار می‌کردند، همان کار را به‌شیوه‌ای دیگر انجام می‌دادند. در تئوری، ایزوترون چندین بار از کالوترون بهینه‌تر بود، اما تلاش فاینمن و پائول الوم برای اثبات این‌که در عمل هم چنین است راه به جایی نمی‌برد. به پیشنهاد لارنس، توسعهٔ ایزوترون سرانجام رها شد.
در این زمان (اوایل ۱۹۴۳)، رابرت اوپن‌هایمر، به‌دنبال برپا کردن آزمایشگاه لوس‌آلاموس بود؛ آزمایشگاهی سری در تخت‌تپهای دورافتاده در نیومکزیکو که بنا بود بمب اتمی در آن‌جا طراحی و ساخته شود. به تیم ویلسون در پرینستون، پیشنهاد همکاری در این پروژه شد. ویلسون بعدها آن را چنین به یاد می‌آورد: «مثل یک گروهان از سربازان، همه‌مان باهم برای رفتن به لوس‌آلاموس ثبت نام کردیم.» مانند بسیاری از فیزیک‌دانان جوان، فاینمن خیلی زود مجذوب کاریزمای اوپن‌هایمر شد. اوپن‌هایمری که از شیکاگو ابا تلفن ز راه دور با فاینمن تماس گرفت تا بگوید که برای آرلین (همسر فاینمن)، بیمارستانی در البوکرکی پیدا کرده‌است. فاینمن از نخستین کسانی بود که ره‌سپار نیومکزیکو شد. ۲۸ مارس ۱۹۴۳، او و آرلین، که راه‌آهن برایش ویلچری فراهم کرده‌بود، با قطار به نیومکزیکو حرکت کردند.

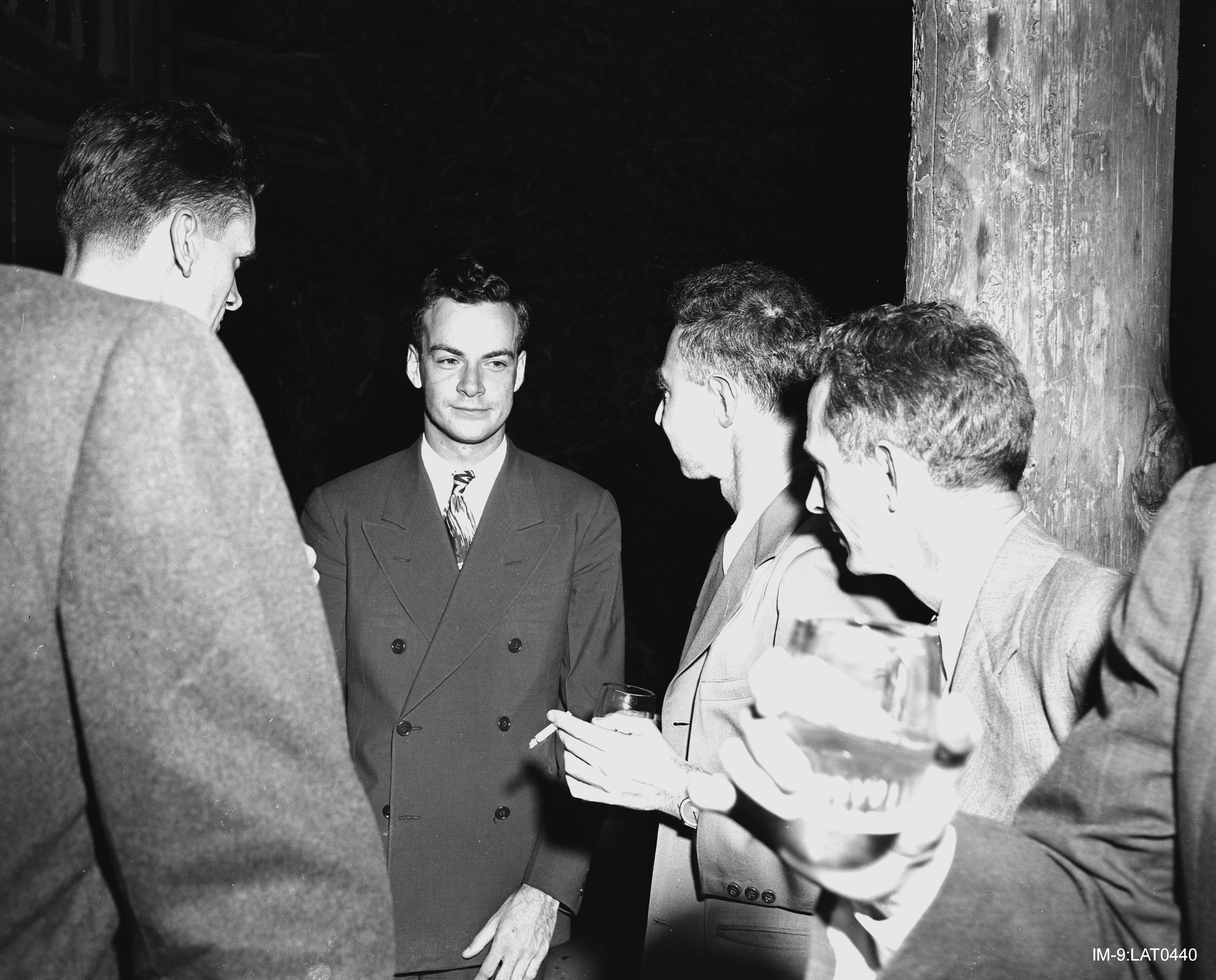
فاینمن (وسط) و رابرت اوپن‌هایمر (راست فاینمن از دید بیننده) در یک دورهمی در آزمایشگاه لوس‌آلاموس در پروژه منهتن

در لوس‌آلاموس، فاینمن به بخش تئوری (T) پیوست، که زیرنظر هانس بیته اداره می‌شد. بیته از مهارت فاینمن شگفت‌زده شد و او را سرپرست یک گروه کرد. بیته و فاینمن فرمول بیته–فاینمن را برای محاسبهٔ انرژی آزادشده از یک بمب اتمی شکافتی پیش نهادند. فرمول آن‌ها برپایه کارهای رابرت سربر بود. فاینمن، که یک فیزیک‌دان تازه‌وارد بود، در پروژهٔ منهتن نقش محوری نداشت. او در بخش تئوری، سرپرست گروهی محاسباتی از رایانه‌های انسانی بود؛ فاینمن، استنلی فرانکل و نیکولاس متروپلیس، در برپا کردن سیستمی با استفاده از کارت‌های پانچِ آی‌بی‌ام برای محاسبات کار می‌کردند. کار دیگر او در لوس‌آلاموس، محاسبه معادلات نوترون برای یک رآکتورِ هسته‌ای کوچک به نام «Water Boiler» (به معنای دیگ بخار) بود. هدف این رآکتور، اندازه‌گیری نزدیکی یک توده از مواد هسته‌ای به حالت بحرانی بود. فاینمن برای تکمیل کارش روی این رآکتور، به آزمایش‌گاه ملی اوک‌ریج رفت و مهندسان را در طراحی روندهای ایمنی برای ذخیرهٔ مواد پرتوزا یاری کرد. این روندها می‌بایست از انفجار بحرانی جلو می‌گرفتند، به‌ویژه وقتی اورانیوم غنی‌شده با آب تماس پیدا می‌کرد، که می‌توانست مانند یک آرام‌کننده نوترون عمل کند. فاینمن همچنین مسئول محاسبات در طرح بمب اورانیومی دوگانه بود که سرانجام معلوم شد ساختش ناممکن است.

### در کُرنل
گرچه فاینمن در دانشگاه ویسکانسین، به‌عنوان استادیار استخدام شده‌بود، هنگام شرکت در پروژهٔ منهتن، مرخصی بی‌حقوق گرفته‌بود.
۱۹۴۵، در نامه‌ای از کالجِ Letters and Science این دانشگاه، از او خواسته بودند تا در سال تحصیلی آینده تدریس کند. ازآن‌جاکه او بازگشت و تدریس را نپذیرفت، استخدام او لغو شد. چند سال بعد، فاینمن در یک سخنرانی در این دانشگاه به‌شوخی گفت: «این عالی است که دوباره در تنها دانشگاهی هستم که آن‌قدر عاقل بوده که مرا اخراج کند.»
۳۰ اکتبر ۱۹۴۳، دوست فاینمن، هانس آلبرشت بیته، به رئیس دپارتمان فیزیک دانشگاهش، کُرنل، نامه‌ای نوشت تا استخدام فاینمن را سفارش کند. ۲۸ فوریه ۱۹۴۴، رابرت باکر که او هم از کرنل و از دانشمندان ارشد لوس‌آلاموس بود استخدام فاینمن را سفارش کرد. اوت ۱۹۴۴، این سفارش‌ها به پیشنهاد کار در کرنل به فاینمن انجامید، که او هم پذیرفت. اوپن‌هایمر نیز امیدوار بود که فاینمن را در دانشگاهش، دانشگاه کالیفرنیا، استخدام کند، اما رئیس دپارتمان فیزیک این دانشگاه، ریموند تی. برگ، در استخدام فاینمن دودل بود. سرانجام، می ۱۹۴۵، دانشگاه کالیفرنیا پیشنهاد کار به فاینمن داد که فاینمن نپذیرفت. بااین‌حال، کرنل قبول کرد که همان حقوق ۳۹۰۰ دلاری را به فاینمن بپردازد که دانشگاه کالیفرنیا به او پیشنهاد داده‌بود. فاینمن، از نخستین مدیران آزمایشگاه لوس‌آلاموس بود که آنجا را ترک کرد. با ترک لوس‌آلاموس در اکتبر ۱۹۴۵، او راهی ایتاکا، نیویورک، مقر کرنل شد.

نمودار فاینمن نابود شدن متقابل یک جفت الکترون/پوزیترون

ازآنجاکه او دیگر در آزمایشگاه لوس‌آلاموس کار نمی‌کرد، دیگر از سربازی معاف نبود و پاییز ۱۹۴۶ به خدمت ارتش فراخوانده شد. او با تظاهر به بیماری روانی، به سربازی نرفت و ارتش در یک بررسی پزشکی، به‌سبب عدم سلامت روانی به او معافیت F-4 داد. ممکن است که این ارزیابی تا حدی هم درست بوده‌باشد، چراکه آن زمان فاینمن به‌دنبال مرگ ناگهانی پدرش در ۸ اکتبر ۱۹۴۶ افسرده شده‌بود. ۱۷ اکتبر ۱۹۴۶، او نامه‌ای به همسر درگذشته‌اش آرلین نوشت که در آن از عشق عمیق و دل‌شکستگی‌اش گفت. فاینمن تا پایان عمر نامه را نگه داشت. نامه مهروموم شده‌بود و پس از مرگ فاینمن باز شد. نامه با این جمله تمام می‌شد: «من را برای پست نکردن این نامه ببخش، نشانی‌ات را نمی‌دانستم.»

### دورانکالتک
حضور در مؤسسه فناوری کالیفرنیا معروف به کالتک، دوره پر دستاوردی برای فاینمن بود. او روی الکترودینامیک کوانتومی کار کرد که نوبل فیزیک را برایش در پی داشت. دقت پیش‌بینی‌های این نظریه در چندین آزمایش تأیید شده‌است. فاینمن دو صورت‌بندی از این نظریه به‌دست داد؛ ره‌یافت انتگرال مسیر و نمودارهای فاینمن. هردوی این صورت‌بندی‌ها از شیوه جمع تاریخ‌ها استفاده می‌کنند. افزون‌براین، او توضیحی برای ابرشارگی هلیم مایع در دماهای بسیار کم به‌دست داد. توضیح او، برپایه مکانیک کوانتومی و نظریه فیزیک‌دان روسی، لاندائو، در ابرشارگی بود.
فاینمن و مورِی گِل-مان، مدلی در توصیف واپاشی ضعیف پیش نهادند که نشان می‌داد جفتیدگی جریان در این فرایند ترکیبی از جریان محوری و جریان برداری است (تجزیه یک نوترون به یک الکترون، یک پروتون و یک پادنوترینو، نمونه‌ای از واپاشی ضعیف است). گرچه ای سی جورج سودارشان و رابرت مارشاک هم، کم‌وبیش هم‌زمان، مدل مشابهی به‌دست دادند، اما کار فاینمن و گل-مان، پیشرفتی اساسی بود، چراکه برهم‌کنش‌های نیروی هسته‌ای ضعیف را شسته‌رفته برپایه جریان‌های برداری و محوری توضیح می‌داد و واپاشی بتای انریکو فرمی (۱۹۳۳) را به توضیح‌دادن نقض زوج‌بودن ذرات بنیادی کمک می‌کرد. 
فاینمن وقتی در کالتک استاد بود، ال‌اس‌دی را امتحان کرد. او همچنین تجربیاتی برای فهم هوش‌یاری با ماری‌جوآنا و کتامین در تانک‌های توهم مشهور جان لیلی داشت.  او مصرف الکل را هنگامی کنار گذاشت که نشانه‌های ابتدایی اعتیاد به الکل را در خود دید، چراکه نمی‌خواست هیچ چیزی به مغزش آسیب برساند. 

### فاجعه چلنجر

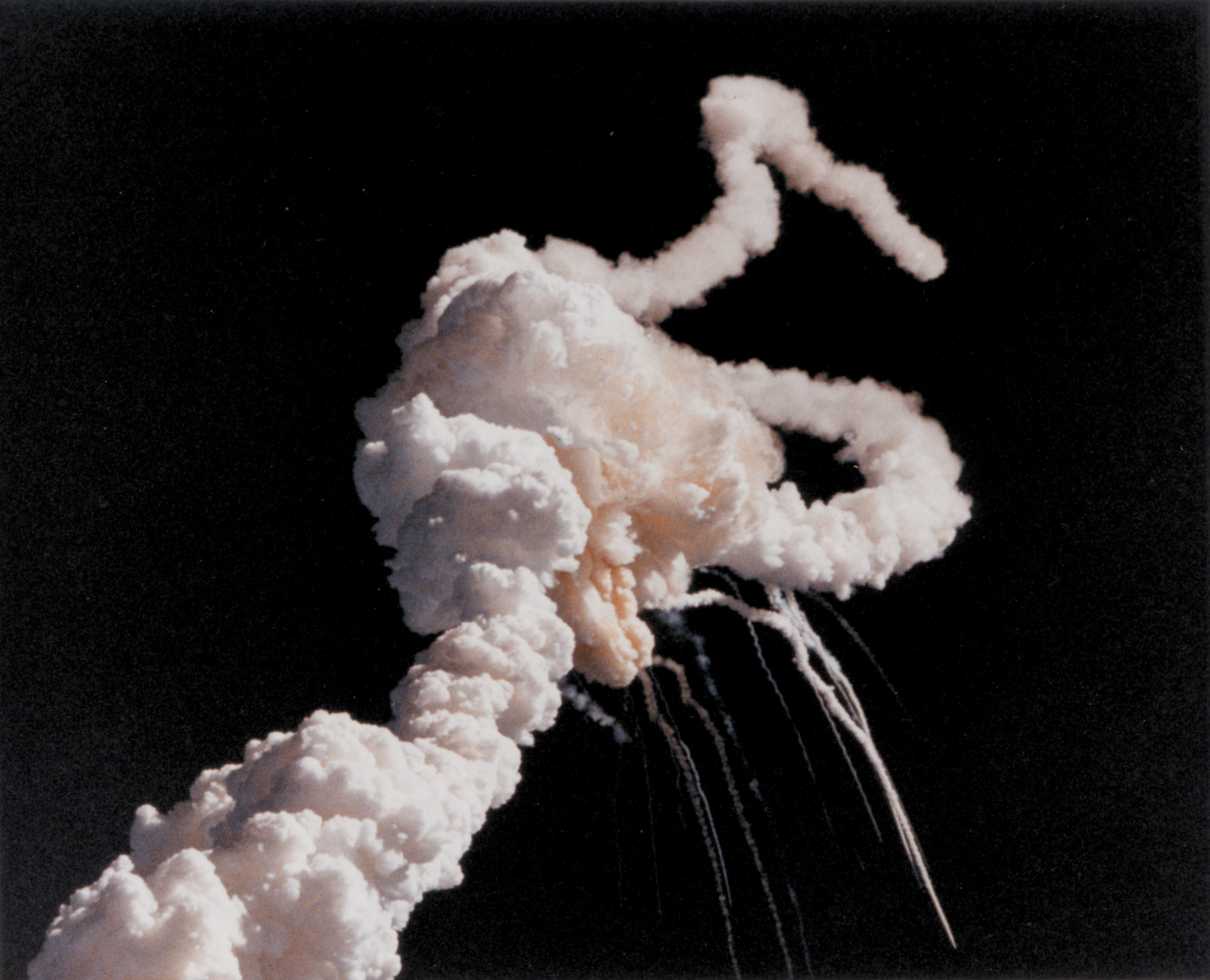
انفجار شاتل چلنجر در ۱۹۸۶

فاینمن نقش مهمی در کمیسیون راجرز (گروهی از سوی ریاست‌جمهوری آمریکا برای بررسی فاجعه چلنجر) داشت. هنگام پخش زنده تلویزیونی یکی از جلسه‌های این کمیسیون، فاینمن با آزمایشی نشان داد که پلیمر استفاده‌شده در واشرهای چنبری شاتل، خاصیت ارتجاعی‌اش را در دمای پایین از دست می‌دهد. او این کار را با فشردن نمونه‌ای از این ماده با یک گیره و فرو بردن آن در لیوان آب خنکی که جلویش بود انجام داد. در رای نهایی، این کمیته دلیل فاجعه را خرابی یکی از واشرهای درزگیری یکی از موشک‌های پیش‌ران جامد دانست.

### مرگ

تمبر یادبود ریچارد فاینمن - انتشار در سال ۲۰۰۵ - آمریکا

فاینمن در سال‌های پایانی عمرش دچار دو سرطان شد؛ لیپوسارکوما و والدن‌شتروم. پس‌از یک عمل جراحی کوتاه برای درمان والدن‌شتروم، او ۱۵ فوریه ۱۹۸۸ در ۶۹ سالگی در مرکز پزشکی یوسی‌ال‌ای درگذشت. آخرین کلمات او این بود: «از این‌که دو بار بمیرم بیزارم، خیلی کسل‌کننده است.»

## دیدگاه فاینمن دربارهٔ علم
فاینمن اصطلاح علم محموله‌پرست‌گونه را در اشاره به شیوه‌هایی که روش علمی را تقلید می‌کنند اما واقعاً علمی نیستند به‌کار می‌برد. او برخی از نتایج علوم اجتماعی و ادعاهای مبلغان خوراک زیستی (محصولات ارگانیک) را از این دست می‌دانست.

## آثار
- درس‌های فیزیک فاینمن (The Feynman Lectures on Physics)
- حتماً شوخی می‌کنید، آقای فاینمن! (Surely You're Joking, Mr. Feynman!)
- چه اهمیتی می‌دهید دیگران چه فکر می‌کنند؟ (What Do You Care What Other People Think?)
- درس‌های رایانش فاینمن (Feynman Lectures on Computation)
- الکترودینامیک کوانتومی (نظریه شگفت‌انگیز نور و ماده)

## ترجمه آثار به فارسی
مجموعه‌ای از ماجراجویی‌های فاینمن با عنوان انگلیسی «Surely You're Joking, Mr. Feynman» به فارسی ترجمه شده و نشر علم آن را با عنوان «ماجراجویی‌های فیزیکدان قرن بیستم» منتشر کرده‌است. همچنین، گزیده‌ای از درس‌های فیزیک فاینمن با عنوان «شش قطعه آسان» با ترجمه محمدرضا بهاری منتشر شده‌است. درس‌گفتار وی با نام «The Character of Physical Law» با عنوان «سرشت قانون فیزیکی» به فارسی منتشر شده‌است. اندیشه‌پردازی‌های فلسفی‌اش «The Meaning of It All» را همایون صنعتی‌زاده با عنوان «تأثیر علم در اندیشه» به فارسی برگردانده است. کتاب دیگری دربارهٔ فاینمن به نام «All the Adventures of a Curious Character» به فارسی با عنوان «همه ماجراهای ریچارد فاینمن» با ترجمه جمیل آریایی توسط انتشارات صدای معاصر در سال ۱۳۹۵ چاپ شده‌است.